# Gachibana
Gachibana è un villaggio del Botswana situato nel distretto di Kgalagadi, sottodistretto di Kgalagadi South. Il villaggio, secondo il censimento del 2011, conta 746 abitanti.

## Località
Nel territorio del villaggio sono presenti le seguenti 22 località:
- Bojosi,
- Cheme di 8 abitanti,
- Diretsaneng / Seritshane di 11 abitanti,
- Dithapelo di 31 abitanti,
- Kotswane di 8 abitanti,
- Loratle di 3 abitanti,
- Makutswane di 1 abitante,
- Malegong di 6 abitanti,
- Mangongwe di 2 abitanti,
- Mapapele di 10 abitanti,
- Masitlwane,
- Masitwane/Marope a Mapodisi di 10 abitanti,
- Masitwasitwane,
- Matlalo di 31 abitanti,
- Metsimantsi di 15 abitanti,
- Molapowabojang di 18 abitanti,
- Moselewapula di 11 abitanti,
- Moshaaphofu di 5 abitanti,
- Sekabe di 13 abitanti,
- Seritshane di 34 abitanti,
- Sikamaje / Sekamatso di 12 abitanti,
- Tumi di 11 abitanti